# Antonio Galluccio

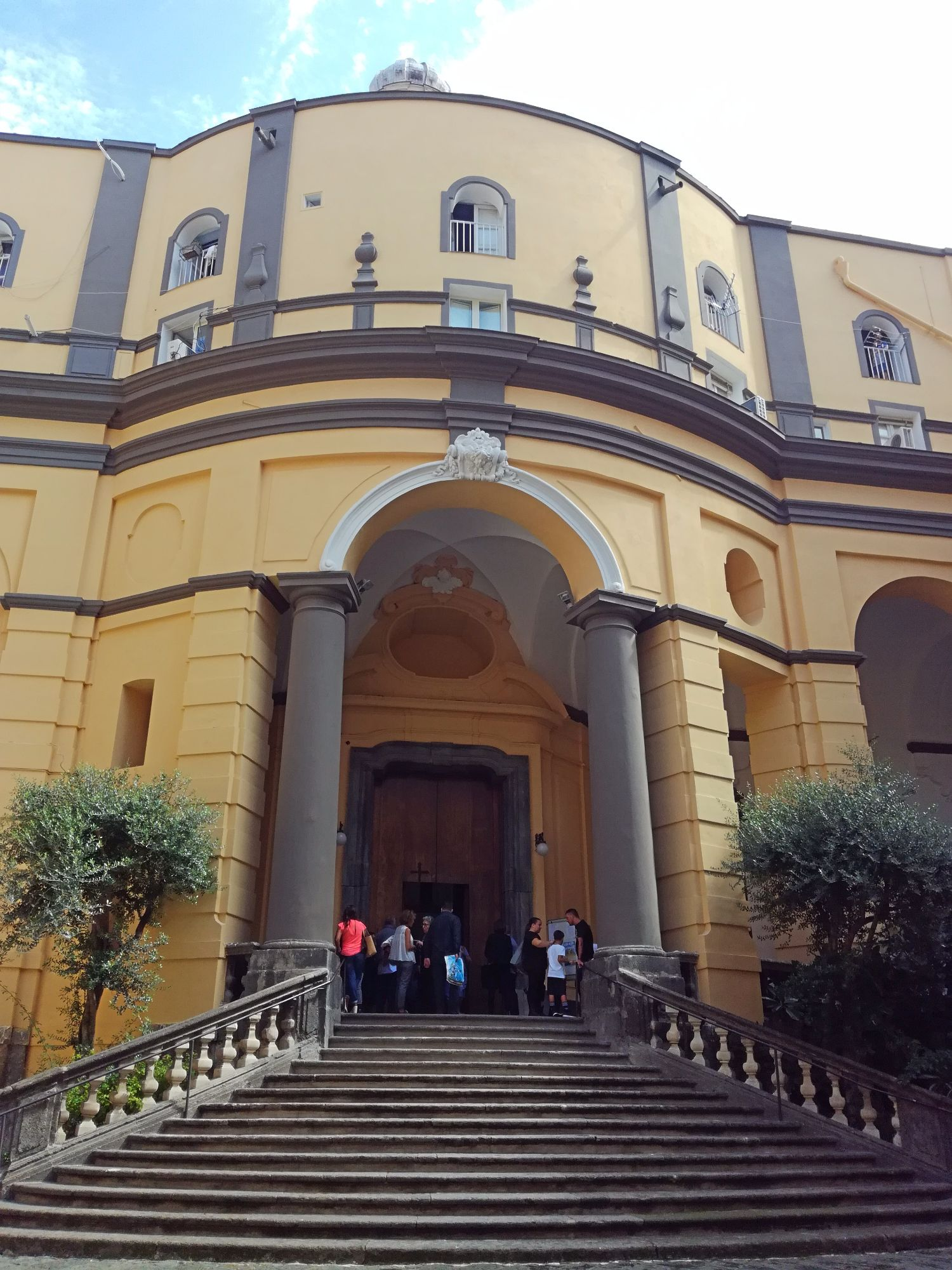
La chiesa di Santa Maria Egiziaca a Pizzofalcone dove il Galluccio prese parte ai lavori

Antonio Galluccio (Ottaviano, 1635 circa – Napoli, dopo il 1697) è stato un architetto, ingegnere e tavolario italiano.

## Biografia
Nacque ad Ottaviano da Francesco e sposò Margherita De Nisi. Dal loro matrimonio nacquero diversi figli, tra cui Giuseppe, che intraprese come il padre la carriera di tavolario, Giovanni che si laureò dottore in utroque iure e Nicola che divenne monaco celestino con il nome di Teofilo, mentre la figlia Anna Caterina divenne monaca di clausura presso il monastero di Sant'Anna di Nocera.
Iniziò la carriera come tavolario e il suo primo incarico noto, risalente al 1663, fu quello di compiere una verifica dei confini territoriali dell'Abbazia Florense a San Giovanni in Fiore. Nel 1666 eseguì l'apprezzo di Monasterace e nell'anno successivo, in qualità di architetto e con l'aiuto di Lorenzo Ruggiano, censì tutte le concessioni d'acqua dell'Acquedotto della Bolla; l'incarico gli fu affidato dal Tribunale della Fortificazione, Mattonata ed Acqua, la relazione fu corredata di 17 fogli con piante relative al condotto principale e alle derivazioni. Nel 1680 si occupò, insieme ad Angelo e Francesco Solimena dei alcuni lavori di restauro architettonico del Monastero di Sant'Anna di Nocera dei Pagani.
Nel successivo decennio si occupò dell'apprezzo dei feudi di Vernole e Montecorice; nel 1688 come tavolario regio, su commissione del Sacro Regio Consiglio compì un esposto delle proprietà della Chiesa di Sant'Anna dei Lombardi sulla collina di Pizzofalcone. Nel 1690, con Lorenzo Ruggiano, svolse diversi incarichi di notevole portata come la misurazione dell'acquedotto del Carmignano, per porre fine una controversa tra il Duca di Maddaloni, il Conte di Acerra e il Duca di Airola, e inoltre gli apprezzi dei feudi di Minturno, Castellonorato, Maranola, Castelnuovo Parano, Coreno Ausonio, Spigno Saturnia, Ausonia, Castelforte, Suio, Riardo, Fondi, Monte San Biagio, Lenola, Campodimele, Itri e Sperlonga. Fu attivo, in qualità di architetto, presso il cantiere della Chiesa di Santa Maria Egiziaca a Pizzofalcone per continuare l'opera di Cosimo Fanzago, ma apportò alcune modifiche al progetto originario.
Tra il 1691 e il 1695 realizzò le perizie per l'apprezzo dei feudi di Carinola, Mondragone, Torella del Sannio, Tito, Calvello, Stigliano, Sant'Arcangelo, Roccanova, Alianello, Aliano, Laviano, Castelgrande, Rapone, Monteverde e Ripacandida. Nel 1694 presentò la relazione per il restauro del Palazzo della Dogana a Foggia e il successivo una perizia per lavori da effettuare alla Riserva reale degli Astroni; nel 1696 ritornò nuovamente a San Giovanni in Fiore e nel 1697, con Ruggiano, presentò una perizia delle opere da realizzare a Castel Sant'Elmo.